# Phoenix paludosa
Phoenix paludosa es una especie de planta fanerógama perteneciente a la familia Arecaceae.

## Distribución
Es originaria de las regiones costeras de India, Bangladés, Myanmar, Tailandia, Camboya, Sumatra, Vietnam y la Península de Malasia.

## Descripción
Los árboles crecen en racimos, alcanzando los 5 m de altura, por lo general formando densos matorrales. Las hojas son de 2 a 3 m de largo y recurvadas.

## Taxonomía
Phoenix paludosa fue descrita por William Roxburgh y publicado en Flora indica; or, descriptions of Indian Plants 3: 789. 1832.
Etimología
Phoenix: nombre genérico que deriva de la palabra griega: φοῖνιξ ( phoinix ) o φοίνικος ( phoinikos ), nombre para la palmera datilera utilizado por Teofrasto y Plinio el Viejo. Es muy probable que se refirieran al fenicio, Phoenix, hijo de Amyntor y Cleobule en la Ilíada de Homero, o al ave fénix , el ave sagrada del Antiguo Egipto.
paludosa: epíteto latíno que significa "pantanoso".
Sinonimia
- Phoenix andamanensis W.T.Mill., J.G.Sm. & N.Taylor bis
- Phoenix siamensis Miq.[7]